# Русинська греко-католицька церква
Руси́нська гре́ко-католи́цька це́рква — греко-католицька церква, що діє на території США, вірними якої є переважно емігранти-русини.

## Історія
Корені Русинської церкви сягають до Ужгородської унії (1646), внаслідок якої велика кількість православних Карпатської Русі приєднались до католицької церкви, зберігши східний обряд. Станом на 1816 рік церква нараховувала 729 приходів і близько 560 тисяч віруючих. З 1771 року за папи Климента XIV отримала статус єпархії із центром у Мукачево. 1818 року з Мукачевської єпархії була виділена Пряшівська греко-католицька єпархія, яка згодом стала центром Словацької греко-католицької церкви.
Наприкінці XIX століття русини — москвофіли, що емігрували у Пенсильванію (США) разом з русинами проукраїнського напрямку засновували там греко-католицькі парафії, а в 1913 виокремились в окремий русинський екзархат.

## Сучасність
Русинська візантійська католицька церква складається з митрополичої архієпархії, на чолі якої стоїть митрополит Пітсбурзький Вільям Чарлз Шкурла, та трьох єпархій — Пассейка (правлячий єпископ — Курт Бурнетт), Парми (правлячий єпископ — Роберт Марк Піпта) і єпархія Покрови Пресвятої Богородиці в Фініксі. Остання єпархія раніше мала назву єпархії Вен-Найза, однак після руйнівного землетрусу 1994 року осідок цієї єпархії було перенесено з однойменного передмістя Лос-Анджелеса (Каліфорнія) у м. Фінікс (Аризона).